# 北原進
北原 進（きたはら すすむ、1934年5月29日 - ）は、日本の歴史学者、立正大学名誉教授。近世民衆史が専門。

## 来歴
東京市杉並区生まれ。東京大学教育学部付属高校、立正大学経済学部卒、1961年同大学院修士課程修了、同経済学部助手。立正大学助教授、教授。2005年、定年退任、名誉教授。江戸東京博物館都市歴史研究室長を務めた。
日本歴史学協会会員で、家永三郎の教科書検定訴訟の支持者。

## 著書
- 『長州藩士桂家文書』立正大学経済研究所、1979
- 『近世農村文書の読み方・調べ方』雄山閣出版、1981
- 『江戸の札差』吉川弘文館,1985.江戸選書
- 『百万都市江戸の生活』1991.角川選書
- 『八百八町いきなやりくり』教育出版、2000、江戸東京ライブラリー
- 『独習江戸時代の古文書』雄山閣、2002
- 『江戸の高利貸 旗本・御家人と札差』吉川弘文館、2008

## 共編著など
- 『中央区の歴史』山本純美共著 東京にふる里をつくる会編.名著出版、1979.東京ふる里文庫
- 『郷土東京の歴史』編.ぎょうせい、1998
- 『大江戸透絵図 千代田から江戸が見える』監修.江戸開府400年記念事業実行委員会（丸善）2003
- 『近世における地域支配と文化』編.大河書房、2003

## 参考
- 江戸の高利貸―旗本・御家人と札差 - 紀伊國屋書店BookWeb